# Кінні перегони

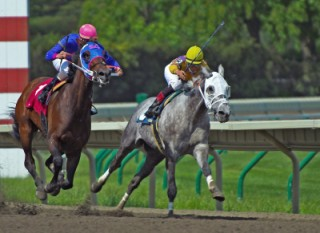
Верхові кінні перегони в США

Кінні перегони (скачки) — вид випробування коней на жвавість (швидкість), за підсумками яких робиться висновок про придатність до подальшого розведення (використання в породі). Важливо розуміти, що скачки не є видом кінного спорту. Як правило, скачки проводяться на іподромах, де на їх результат через тоталізатор робляться грошові ставки. Вже давно біги і скачки відносять до призових видів кінного спорту. Професіонали так і кажуть — скаковий спорт, біговий спорт.

## Опис
Кінні перегони проводяться в різних вікових категоріях. Чистокровні верхові коні починають скакати у віці півтора років. Найважливіша скачка в житті коня — Дербі (для жеребців і кобил) або Окс (для кобил) (Derby або Oaks) проходить у віці трьох років на класичну дистанцію у півтори милі (2400 м) або 10 фурлонгів (2000 м).

## Критика кінних перегонів
Захисники тварин критикують скачки як жорстокий вид розваг, який порушує права тварин.
На скачках тренери, щоб посилити тиск вудил, коням жорстко прив'язують язик до нижньої щелепи. Для цього використовують мокрі нейлонові панчохи. Професор Урс Шацман, директор ветеринарної клініки Бернського університету каже: «Ми нерідко бачимо коней, у яких передня частина язика відмерла або відірвана геть». Свинцеві кільця і гирі на ногах впливають на біг коня: і з їх допомогою рись може бути уповільнено або прискорено.
Застосування батогів, особливо при наближенні до мети, викликає у тварини значний біль.